# Селиванов, Дмитрий Иванович
 Дмитрий Иванович Селиванов (род. 1961) — советский пловец. Призёр Спартакиады народов СССР в плавании вольным стилем (1979). Мастер спорта СССР международного класса.

## Биография
Специализировался в плавании вольным стилем. 
Бронзовый призёр Спартакиады народов СССР на дистанции 1500 м вольным стилем (1979). Уступил лишь лидерам сборной страны В. Сальникову и А. Чаеву, занявшим первые два места на Олимпиаде в следующем году.
Заслуженный работник физической культуры и спорта. Работал заместителем директора «Центра спортивной подготовки сборных команд России».

## Награды
- Медаль ордена «За заслуги перед Отечеством» I степени (12 октября 2022) — за вклад в развитие физической культуры и популяризацию отечественного спорта[5]